# Svarttjärnen (Jörns socken, Västerbotten, 721780-169879)
Svarttjärnen är en sjö i Skellefteå kommun i Västerbotten och ingår i Skellefteälvens huvudavrinningsområde.